# Newport (hrabstwo Sullivan)
Newport – jednostka osadnicza w Stanach Zjednoczonych, w stanie New Hampshire, w hrabstwie Sullivan.